# Рош, Себастьен
Себастье́н Рош (фр. Sébastien Roch, род. 3 декабря 1972 года, Тулуза) — французский актёр и певец.

## Биография
Родился 3 декабря 1972 года в Тулузе. Получил известность благодаря роли Кристиана в сериале «Элен и ребята». Однако после нескольких сезонов он ушёл из сериала, чтобы заниматься всерьёз музыкой и освободиться от амплуа «любимого Кри-Кри». В 1992 году выпустил свой дебютный альбом «Silence». Песня с которого «Au Bar de Jess» тут же вошла на 15-е место в популярном хит-параде Top 50 во Франции. В 2000 году снялся в полнометражном фильме Этьена Фора «На пределе возможного», который раскрыл талант молодого артиста и его выдвинули на премию.[какую?] В течение четырёх лет Себастьен Рош играл роли в различных телевизионных проектах и театральных постановках. Занимался продюсированием.
В 2004 году начал играть в театре «d'Edgar» (фр.) в Париже. Появлялся в эпизоде в «Ze фильм» Гай Жака в 2005 году. В октябре 2006 года снова вернулся в театр (пьеса «Nous les Héros», поставленная Гийомом Винсентом) в Страсбурге. В 2007 году Себастьен начал работать над вторым альбомом «Puce de Luxe» и выпустив его, отправился в длительное турне.
После того, как Себастьен стал знаменитым, его стали приглашать в качестве гостя в различные передачи на ТВ и на радио, где он рассказывал о своей жизни, творчестве и планах на будущее. Печатная пресса также не оставляла его без внимания. Весной 2009 года Себастьен Рош работал на канале IDF1 (фр.), вместе с Лали Меньян (актриса, которая тоже снималась в сериале «Элен и ребята») вёл утреннюю программу «Matin».
В декабре 2009 года приезжал в Россию, где дал два концерта — в Санкт-Петербурге и Москве. В 2016 году выступил в Москве на фестивале «Дискотека 90-х» совместно с Элен Ролле и Натальей Орейро.

## Фильмография
- 1991: Повод для развода (фр. Cas de divorce) (ТВ сериал) — Дэни Лорье (сын) — в 81 серии
- 1992-1993: Элен и ребята (фр. Hélène et les garçons) (ТВ сериал) — Кристиан — в 171 серии
- 1992: Невидимые слова (фр. Les Paroles invisibles) (короткометражка)
- 1995: Сын полицейского (фр. Fils de flic) (ТВ фильм) — Кирилл Майер
- 1997: Конец ночи (фр. La Fin de la nuit) (короткометражка) — Франсуа
- 2000: На пределе возможного (фр. In extremis) (фильм) — Томас
- 2003: Принцип дивана (фр. Le Principe du canapé) (короткометражка) — Новый друг Экс
- 2003: Каникулы любви (фр. Les Vacances de l'amour) (ТВ сериал) — Кристиан — в 12 сериях
- 2004: Заключённый (фр. Prisonnier) (короткометражка) — жандарм
- 2005: Ze фильм (фр. Ze Film) (фильм) — Первый ассистент режиссёра
- 2005: Улица достоинств (фр. Rue des Vertus) (короткометражка)
- 2006: Под солнцем (фр. Sous le soleil) (ТВ сериал) — Тони — в 28 и 34 сериях 11 сезона
- 2011: Тайны любви (Les Mystères de l’amour) (ТВ сериал) — Кристиан Рокье

## Театральные работы
- Спектакль «Un bain de ménage»(«Домашняя ванна»), сезон 1990/1991 гг. Автор Жорж Феидо, постановка — Оливье Медикю;
- Лирическая опера «Le Triangle de Cristal» («Хрустальный треугольник»), 1994 год. Постановка — Оливье Медикю;
- Комедия «Le Babour», середина 1990-х гг. Автор — Фелисьен Марко. Постановка — Лоран Сэлсэк;
- «Le café des roses» («Кафе роз»), сезон 2003/2004. Автор — Карин Лакруа. Постановка — Марка Гольдберг;
- «Nous les héros» («Мы — герои»). Автор — Жан-Люк Лагарс. Постановка — Гийом Винсент. Национальный театр Страсбурга, 2006 год

## Сценарии
- 2000: Люси (фр. Lucie) (короткометражка)

## Дискография
- 1992 : Silences
- 2007 : Puce de luxe